# Grand Prix automobile de Belgique 1998
GP précédent GP suivant
Le Grand Prix automobile de Belgique 1998 (1998 Foster's Belgian Grand Prix), disputé sur le circuit de Spa-Francorchamps dans les Ardennes belges le 30 août 1998, est la 627e épreuve de l'histoire du championnat du monde de Formule 1 courue depuis 1950 et la treizième manche du championnat 1998.

## La course
Entièrement disputé sous la pluie, le Grand Prix de Formule 1 1998 de Spa-Francorchamps reste dans les annales comme la plus grande hécatombe automobile. À commencer par le départ : David Coulthard, qualifié en première ligne derrière son coéquipier Mika Häkkinen, manque son envol et commet une faute au premier virage qui lui fait toucher le muret et traverser la piste par deux fois devant les autres monoplaces, privées de visibilité du fait de la pluie. S’ensuit un carambolage mémorable dans lequel treize voitures sont impliquées. Quelques chanceux, dont Irvine et Coulthard peuvent prendre le mulet.
Au second départ, Michael Schumacher, en lutte pour le titre avec Häkkinen, le déborde au premier virage et le touche, l’envoyant en tête-à-queue. Cette fois, le Finlandais et Herbert (Sauber) sont les seules victimes. Damon Hill, qualifié sur la deuxième ligne sur sa modeste Jordan, a pris le meilleur départ devant les deux Ferrari.
Rapidement, Irvine est décroché et la lutte se poursuit, Hill tenant tête pendant 6 tours à Schumacher. Une fois devant, l’Allemand se met à tourner trois secondes au tour plus vite que tout le monde.
Au vingt-cinquième tour, alors qu’il va prendre un tour à Coulthard, il ne voit pas l’Écossais ralentir et le percute : celui qui dominait la course rentre à son stand sur trois roues. En fureur, il se précipite alors vers le box McLaren où vient de rentrer Coulthard pour lui dire vertement ce qu'il en pense, et les deux hommes ne sont séparés que par les mécaniciens Ferrari et McLaren qui s'interposent. Comble de l’infortune pour Ferrari, Irvine abandonne dans le même tour du fait d’une sortie de route.
Hill est en tête du Grand Prix devant l’autre Jordan de Ralf Schumacher, auteur d’une belle remontée depuis la huitième place de la grille, et Jean Alesi sur Sauber.
Dans la boucle suivante, Fisichella, au moment de prendre un tour à Nakano, le percute violemment. La voiture de sécurité entre en piste, regroupant les sept voitures rescapées, ou plutôt huit puisque, après réparation, Coulthard reprend la piste avec cinq tours de retard, Ron Dennis espérant grappiller un point.
Après la rentrée de la voiture de sécurité, l’ordre des concurrents ne change pas. Eddie Jordan fête en même temps la première victoire de son écurie et son premier doublé.

## Qualifications
| Pos. | No | Pilote                | Équipe              | Temps          | Écart     |
| ---- | -- | --------------------- | ------------------- | -------------- | --------- |
| 1    | 8  | Mika Häkkinen         | McLaren-Mercedes    | 1 min 48 s 682 |           |
| 2    | 7  | David Coulthard       | McLaren-Mercedes    | 1 min 48 s 845 | + 0 s 163 |
| 3    | 9  | Damon Hill            | Jordan-Mugen-Honda  | 1 min 49 s 728 | + 1 s 046 |
| 4    | 3  | Michael Schumacher    | Ferrari             | 1 min 50 s 027 | + 1 s 345 |
| 5    | 4  | Eddie Irvine          | Ferrari             | 1 min 50 s 189 | + 1 s 507 |
| 6    | 1  | Jacques Villeneuve    | Williams-Mecachrome | 1 min 50 s 204 | + 1 s 522 |
| 7    | 5  | Giancarlo Fisichella  | Benetton-Playlife   | 1 min 50 s 462 | + 1 s 780 |
| 8    | 10 | Ralf Schumacher       | Jordan-Mugen-Honda  | 1 min 50 s 501 | + 1 s 819 |
| 9    | 2  | Heinz-Harald Frentzen | Williams-Mecachrome | 1 min 50 s 686 | + 2 s 004 |
| 10   | 14 | Jean Alesi            | Sauber-Petronas     | 1 min 51 s 189 | + 2 s 507 |
| 11   | 6  | Alexander Wurz        | Benetton-Playlife   | 1 min 51 s 648 | + 2 s 966 |
| 12   | 15 | Johnny Herbert        | Sauber-Petronas     | 1 min 51 s 851 | + 3 s 169 |
| 13   | 12 | Jarno Trulli          | Prost-Peugeot       | 1 min 52 s 572 | + 3 s 890 |
| 14   | 18 | Rubens Barrichello    | Stewart-Ford        | 1 min 52 s 670 | + 3 s 988 |
| 15   | 11 | Olivier Panis         | Prost-Peugeot       | 1 min 52 s 784 | + 4 s 102 |
| 16   | 16 | Pedro Diniz           | Arrows              | 1 min 53 s 037 | + 4 s 355 |
| 17   | 19 | Jos Verstappen        | Stewart-Ford        | 1 min 53 s 149 | + 4 s 467 |
| 18   | 17 | Mika Salo             | Arrows              | 1 min 53 s 207 | + 4 s 525 |
| 19   | 21 | Toranosuke Takagi     | Tyrrell-Ford        | 1 min 53 s 237 | + 4 s 555 |
| 20   | 20 | Ricardo Rosset        | Tyrrell-Ford        | 1 min 54 s 850 | + 6 s 168 |
| 21   | 22 | Shinji Nakano         | Minardi-Ford        | 1 min 55 s 084 | + 6 s 402 |
| 22   | 23 | Esteban Tuero         | Minardi-Ford        | 1 min 55 s 520 | + 6 s 838 |

### Classement de la course
| Pos. | No | Pilote                | Écurie              | Tours | Temps/Abandon                      | Grille | Points |
| ---- | -- | --------------------- | ------------------- | ----- | ---------------------------------- | ------ | ------ |
| 1    | 9  | Damon Hill            | Jordan-Mugen-Honda  | 44    | 1 h 43 min 47 s 407 (177,238 km/h) | 3      | 10     |
| 2    | 10 | Ralf Schumacher       | Jordan-Mugen-Honda  | 44    | + 0 s 932                          | 8      | 6      |
| 3    | 14 | Jean Alesi            | Sauber-Petronas     | 44    | + 7 s 024                          | 10     | 4      |
| 4    | 2  | Heinz-Harald Frentzen | Williams-Mecachrome | 44    | + 32 s 243                         | 9      | 3      |
| 5    | 16 | Pedro Diniz           | Arrows              | 44    | + 51 s 682                         | 16     | 2      |
| 6    | 12 | Jarno Trulli          | Prost-Peugeot       | 42    | + 2 tours                          | 13     | 1      |
| 7    | 7  | David Coulthard       | McLaren-Mercedes    | 39    | + 5 tours                          | 2      |        |
| 8    | 22 | Shinji Nakano         | Minardi-Ford        | 39    | + 5 tours                          | 21     |        |
| Abd. | 5  | Giancarlo Fisichella  | Benetton-Playlife   | 26    | Collision                          | 7      |        |
| Abd. | 4  | Eddie Irvine          | Ferrari             | 25    | Sortie de piste                    | 5      |        |
| Abd. | 3  | Michael Schumacher    | Ferrari             | 25    | Collision                          | 4      |        |
| Abd. | 23 | Esteban Tuero         | Minardi-Ford        | 17    | Panne électrique                   | 22     |        |
| Abd. | 1  | Jacques Villeneuve    | Williams-Mecachrome | 16    | Accident                           | 6      |        |
| Abd. | 21 | Toranosuke Takagi     | Tyrrell-Ford        | 10    | Accident                           | 19     |        |
| Abd. | 19 | Jos Verstappen        | Stewart-Ford        | 8     | Moteur                             | 17     |        |
| Abd. | 6  | Alexander Wurz        | Benetton-Playlife   | 0     | Collision                          | 11     |        |
| Abd. | 8  | Mika Häkkinen         | McLaren-Mercedes    | 0     | Collision                          | 1      |        |
| Abd. | 15 | Johnny Herbert        | Sauber-Petronas     | 0     | Collision                          | 12     |        |
| Abd. | 11 | Olivier Panis         | Prost-Peugeot       | 0     | Carambolage                        | 15     |        |
| Abd. | 18 | Rubens Barrichello    | Stewart-Ford        | 0     | Carambolage                        | 14     |        |
| Abd. | 17 | Mika Salo             | Arrows              | 0     | Carambolage                        | 18     |        |
| Abd. | 20 | Ricardo Rosset        | Tyrrell-Ford        | 0     | Carambolage                        | 20     |        |

## Pole position et record du tour
- Pole position : Mika Häkkinen en 1 min 48 s 682 (vitesse moyenne : 230,809 km/h).
- Meilleur tour en course : Michael Schumacher en 2 min 03 s 766 au 9e tour (vitesse moyenne : 202,679 km/h).

## Tours en tête
- Damon Hill : 26 (1-7 / 26-44)
- Michael Schumacher : 18 (8-25)

## Statistiques
- 22e et dernière victoire pour Damon Hill.
- 1re victoire pour Jordan en tant que constructeur.
- 2e victoire pour Mugen-Honda en tant que motoriste.
- Dernier podium pour Jean Alesi.
- Unique course de la saison non remportée par McLaren-Mercedes ou Ferrari.

## Classements généraux à l'issue de la course
| Pos. | Pilote                | Écurie              | Points |
| ---- | --------------------- | ------------------- | ------ |
| 1    | Mika Häkkinen         | McLaren-Mercedes    | 77     |
| 2    | Michael Schumacher    | Ferrari             | 70     |
| 3    | David Coulthard       | McLaren-Mercedes    | 48     |
| 4    | Eddie Irvine          | Ferrari             | 32     |
| 5    | Jacques Villeneuve    | Williams-Mecachrome | 20     |
| 6    | Alexander Wurz        | Benetton-Playlife   | 17     |
| 7    | Damon Hill            | Jordan-Mugen-Honda  | 16     |
| 8    | Giancarlo Fisichella  | Benetton-Playlife   | 15     |
| 9    | Heinz-Harald Frentzen | Williams-Mecachrome | 13     |
| 10   | Ralf Schumacher       | Jordan-Mugen-Honda  | 10     |
| 11   | Jean Alesi            | Sauber-Petronas     | 7      |
| 12   | Rubens Barrichello    | Stewart-Ford        | 4      |
| 13   | Mika Salo             | Arrows              | 3      |
| 14   | Pedro Diniz           | Arrows              | 3      |
| 15   | Johnny Herbert        | Sauber-Petronas     | 1      |
| 16   | Jan Magnussen         | Stewart-Ford        | 1      |
| 17   | Jarno Trulli          | Prost-Peugeot       | 1      |

| Pos. | Écurie              | Points |
| ---- | ------------------- | ------ |
| 1    | McLaren-Mercedes    | 125    |
| 2    | Ferrari             | 102    |
| 3    | Williams-Mecachrome | 33     |
| 4    | Benetton-Playlife   | 32     |
| 5    | Jordan-Mugen-Honda  | 26     |
| 6    | Sauber-Petronas     | 8      |
| 7    | Arrows              | 6      |
| 8    | Stewart-Ford        | 5      |
| 9    | Prost-Peugeot       | 1      |